# Lester Young
Lester Young („Prez“) (Woodville vagy Woodville, 1909. augusztus 27. – New York, 1959. március 15.) amerikai tenor szaxofonos. Játszott trombitán, klarinéton, hegedűn, és dobolt is.
Lester Young az egyik összekötő kapocs a swing és a modern jazz között.

## Pályakép
1933-ban került Count Basie együttesébe. Karizmatikus személyiségére egyből felfigyeltek. Billie Holiday Preznek (elnök) nevezte.
1944-ben Jo Jones dobossal besorozták katonának. Kiderült súlyos alkohol- és kábítószerfüggőse. Tovább rontott az életén, hogy fehér nőt vett el feleségül. Mindezekkel összefüggésben meghurcolták: egy évet börtönben ült.
Az ötvenes évek végére már csak ülve tudott szaxofonozni. Szép lassan halálra itta magát.

## Lemezek
(válogatás)
- 1937–1939: The Complete Decca Recordings – Count Basie
- 1937–1946: Complete Billie Holiday/Lester Young
- 1938: The Kansas City Sessions
- 1943–1944: The Complete Lester Young on Keynote
- 1945–1948: The Complete Aladdin Recordings
- 1952: With the Oscar Peterson Trio
- 1956: The Jazz Giants
- 1956: Pres and Teddy
- 1956: Lester Young in Washington, D.C., Vol. 1–4
- 1957: Count Basie at Newport
- 1958: Laughin' to Keep from Cryin'
- 1959: Jazz in Paris: Le Dernier Message De Lester Young
- 1946–1959: The Complete Lester Young Studio Sessions on Verve